# Jan Suykens
Jan Suykens (1960) is een Belgisch bedrijfsleider en bestuurder. Hij was CEO van de holding Ackermans & van Haaren van 2016 tot 2022 en voorzitter van de raad van bestuur van Bank J. Van Breda en Co.

## Levensloop
Jan Suykens is een zoon van Fernand Suykens (1927-2002), directeur-generaal van de haven van Antwerpen.
Hij behaalde het diploma van licentiaat in de toegepaste economische wetenschappen aan de Ufsia te Antwerpen (1982) en behaalde aansluitend een MBA aan de Columbia-universiteit in New York (1984). Van 1984 tot 1990 werkte hij op de afdeling Corporate & Investment Banking van de Generale Bank.
In 1990 werd Suykens lid van het directiecomité van Ackermans & van Haaren, de holding boven onder meer baggeraar DEME en de financiële instellingen Delen Private Bank en Bank J. Van Breda en Co. In mei 2016 werd hij CEO van Ackermans & van Haaren in opvolging van Luc Bertrand. Hij is tevens voorzitter van de raad van bestuur van Bank J. Van Breda en Co en vicevoorzitter van Delen Private Bank. In februari 2022 volgden John-Eric Bertrand en Piet-Dejonghe hem als co-CEO's van de holding op.
Hij bekleedt of bekleedde bestuursfuncties bij onder meer verzekeringsgroep Mercator, woonzorgcentrumuitbater Anima Care, vastgoedontwikkelaars BPI Real Estate en Extensa, mediabedrijf Mediahuis, schoenwinkelketen Brantano, vastgoedmaatschappij Cofinimmo de Antwerp Management School en De Vrienden van het Rubenshuis. Ook is hij voorzitter van de Steunraad van de Antwerpse afdeling van de Koning Boudewijnstichting. In 2024 volgde hij Gaëtan Hannecart als voorzitter van het bestuurdersinstituut GUBERNA op.